# Hawker centre

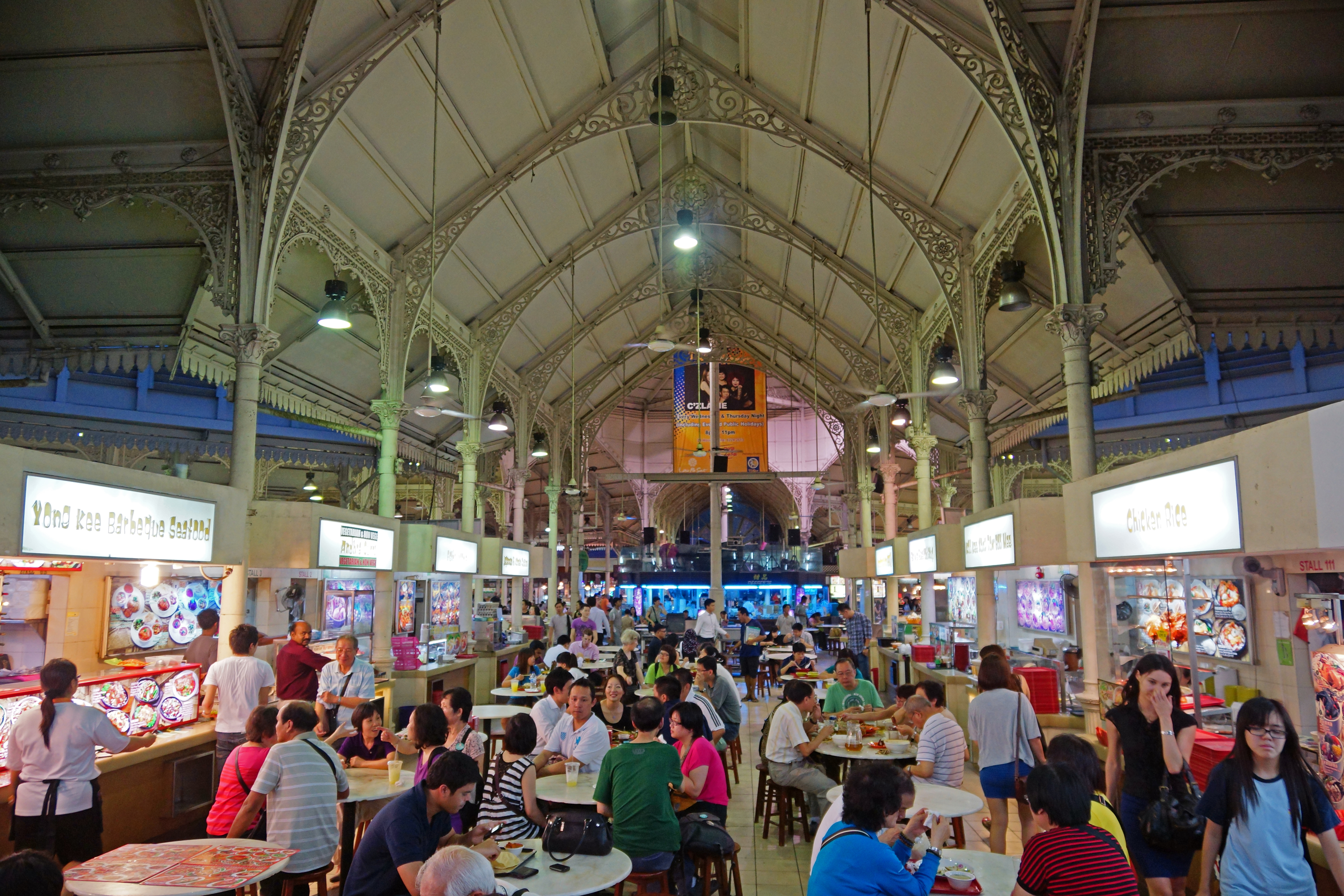
Een hawker centre in Singapore, gevestigd in de Lau Pa Sat, een markthal uit 1824 in Victoriaanse architectuur.

Een hawkercentre is een, vaak door de overheid beheerde, plek waar kleine ondernemers warme maaltijden verkopen. Gewoonlijk heeft elke ondernemer één gerecht dat ze verkopen. Hawkercentra zijn met name in Singapore, Maleisië en Hongkong te vinden. De maaltijden zijn goedkoop, de ruimte is vaak overdekt, er zijn tafels voor algemeen gebruik en een bezoeker kan meerdere verschillende gerechten kopen bij de verschillende koks. De naam hawker verwijst naar het beroep venter en de hawkercentra zijn opgericht als alternatief voor maaltijden die op straat verkocht werden, om zo meer controle op de voedselveiligheid te krijgen.
Sinds 2020 is de hawkercultuur opgenomen op de lijst van immaterieel cultureel erfgoed van Unesco.